# Duca di Rutland
Conte di Rutland e Duca di Rutland sono titoli della Paria d'Inghilterra, derivati da Rutland, una contea tradizionale. Il conte di Rutland venne elevato allo status di duca nel 1703.

## Prima creazione della contea di Rutland
Il titolo di Conte di Rutland venne creato per Edoardo Plantageneto, (1373–1415), figlio di Edmondo Plantageneto, I duca di York, e nipote del re Edoardo III d'Inghilterra. Alla morte del duca nel 1402, Edoardo divenne duca di York. Il titolo di conte di Rutland cadde perciò in disuso dalla sua morte nella Battaglia di Agincourt, e venne assunto da altri membri della casata di York, tra i quali ricordiamo il primo nipote del duca, Riccardo Plantageneto, III duca di York, padre del re Edoardo IV d'Inghilterra e dal suo secondo figlio, Edmondo.

## Seconda creazione
Thomas Manners (c. 1488–1543), figlio del XII barone de Ros di Hamlake, Truibut e Belvoir, venne creato conte di Rutland nella parìa d'Inghilterra nel 1525. Sua madre, Anne St Leger, era la nipote di Riccardo Plantageneto.
La baronia dei de Ros di Hamlake, Truibut e Belvoir (talvolta indicata come Ros, Roos o de Roos) venne creata da Simon de Montfort con un documento presentato alla camera dei Lords per Robert de Ros (1223–1285) nel 1264. Il titolo aveva la concessione di essere trasmesso anche per via femminile e così, quando il III conte, Edward Manners (c. 1548–1587), morì senza lasciare eredi maschi, la baronia di Ros passò alla famiglia di sua figlia Elizabeth (m. 1591) che divenne moglie di William Cecil, conte di Exeter.
Il successore di Edward Manners come IV conte fu il fratello John (m. 1588). La baronia di Ros venne restaurata alla famiglia Manners quando Francis Manners, VI conte (1578–1632), la ereditò nel 1618 dal cugino William Cecil (1590–1618). Ad ogni modo, Francis morì senza eredi maschi e l'assunzione del titolo di cortesia di Lord Ros al figlio maggiore dei successivi conti non aveva basi legali per esistere.
Alla morte del VII conte nel 1641 la contea passò al lontano cugino John Manners di Haddon Hall,  nipote del secondo figlio del primo conte.
Il IX conte John Manners, (1638–1711), venne creato Duca di Rutland e Marchese di Granby nel 1703 dalla regina Anna di Gran Bretagna.

## Titoli sussidiari
I titoli sussidiari del duca sono: Marchese di Granby (creato nel 1703), Conte di Rutland (1525), Barone Manners, du Haddon nella contea di Derby (1679), e Barone Roos di Belvoir, di Belvoir nella contea di Leicester (1896). Il titolo di Barone Roos di Belvoir fa parte della parìa del Regno Unito; gli altri titoli fanno parte della paria d'Inghilterra. Il più antico dei titoli sussidiari, quello di Marchese di Granby, è il titolo di cortesia del figlio primogenito ed erede del duca regnante.
Il più importante dei marchesi di Granby fu John Manners (1721–1770), figlio del terzo duca. Egli fu un noto soldato e una figura molto popolare per la sua epoca. La città canadese di Granby e l'omonima statunitense di presero il nome da lui.
La famiglia ha attualmente la propria residenza ufficiale a Haddon Hall e nel Castello di Belvoir, entrambe aperte al pubblico.

## Conti di Rutland, prima creazione (1385)
Altri titoli (solo del I duca): duca di York (1385), duca di Aumale (1397–1399), conte di Cambridge (1362–1414), conte di Rutland (1390–1402), conte di Cork (c. 1396)
- Edoardo Plantageneto, II duca di York (1373–1415), nipote di Edoardo III d'Inghilterra

Il fratello di Edoardo, Riccardo, venne imprigionato e decapitato per tradimento nell'agosto del 1415.
Altri titoli (solo del II duca): duca di York (1385, restaurato 1425–1460), conte di Ulster (1264), conte di March (1328), conte di Cambridge (1414, restaurato 1426), signore feudale di Clare (1066–1075), barone Mortimer di Wigmore (1331)
- Riccardo Plantageneto, III duca di York (1411–1460), figlio di Riccardo di Conisburgh

La contea cadde in disuso dopo il II conte. Il suo erede fu Edoardo IV d'Inghilterra che unì il dominio ai possedimenti della corona.

## Conti di Rutland, seconda creazione (1525)
Altri titoli (dal I al III e nel VI conte): Barone de Ros di Helmsley (1299)
- Thomas Manners, I conte di Rutland (c. 1488–1543), figlio di George Manners, XII barone Ros
- Henry Manners, II conte di Rutland (c. 1516–1563), figlio maggiore del I conte
- Edward Manners, III conte di Rutland (1549–1587), figlio maggiore del II conte, morì senza eredi maschi
- John Manners, IV conte di Rutland (c. 1552–1588), figlio minore del II conte
- Roger Manners, V conte di Rutland (1576–1612), figlio maggiore del IV conte, morì senza eredi
- Francis Manners, VI conte di Rutland, Lord Ros (1578–1632), secondo figlio del IV conte, morì senza eredi maschi
- George Manners, VII conte di Rutland (1580–1641), terzo figlio del IV conte, morì senza eredi
- John Manners, VIII conte di Rutland (1604–1679), pronipote del I conte
- John Manners, IX conte di Rutland (1638–1711), creato duca di Rutland nel 1703

## Duchi di Rutland (1703)
Altri titoli: Marchese di Granby (1703), Conte di Rutland (1525) e Barone Manners di Haddon (1679)
- John Manners, I duca di Rutland (1638–1711), unico figlio dell'VIII conte
- John Manners, II duca di Rutland (1676–1721), unico figlio del I duca
- John Manners, III duca di Rutland (1696–1779), figlio maggiore del II duca
  - John Manners, marchese di Granby (1721–1770), figlio maggiore del III duca, precedette il padre nella marte
  - John Manners, Lord Roos (1751–1760), figlio maggiore del marchese di Granby, morto in gioventù
- Charles Manners, IV duca di Rutland (1754–1787), secondo figlio del marchese di Granby
- John Manners, V duca di Rutland (1778–1857), figlio maggiore del IV duca
  - George Manners, marchese di Granby (1807), figlio maggiore del V duca, morto infante
  - George Manners, marchese di Granby (1813–1814), secondo figlio del V duca, morto infante
- Charles Manners, VI duca di Rutland (1815–1888), terzo figlio del V duca, morì senza aver contratto matrimonio e senza eredi
- John Manners, VII duca di Rutland (1818–1906), quarto figlio del V duca
- Henry Manners, VIII duca di Rutland (1852–1925), figlio maggiore del VII duca
  - Robert Manners, Lord Manners (1885–1894), figlio maggiore dell'VIII duca, morì in gioventù
- John Manners, IX duca di Rutland (1886–1940), figlio minore dell'VIII duca
- Charles Manners, X duca di Rutland (1919–1999), figlio maggiore del IX duca
- David Manners, XI duca di Rutland (n. 1959), figlio maggiore del X duca

Erede: Charles Manners, marchese di Granby (n. 1999), figlio maggiore dell'XI duca